# 아파다나

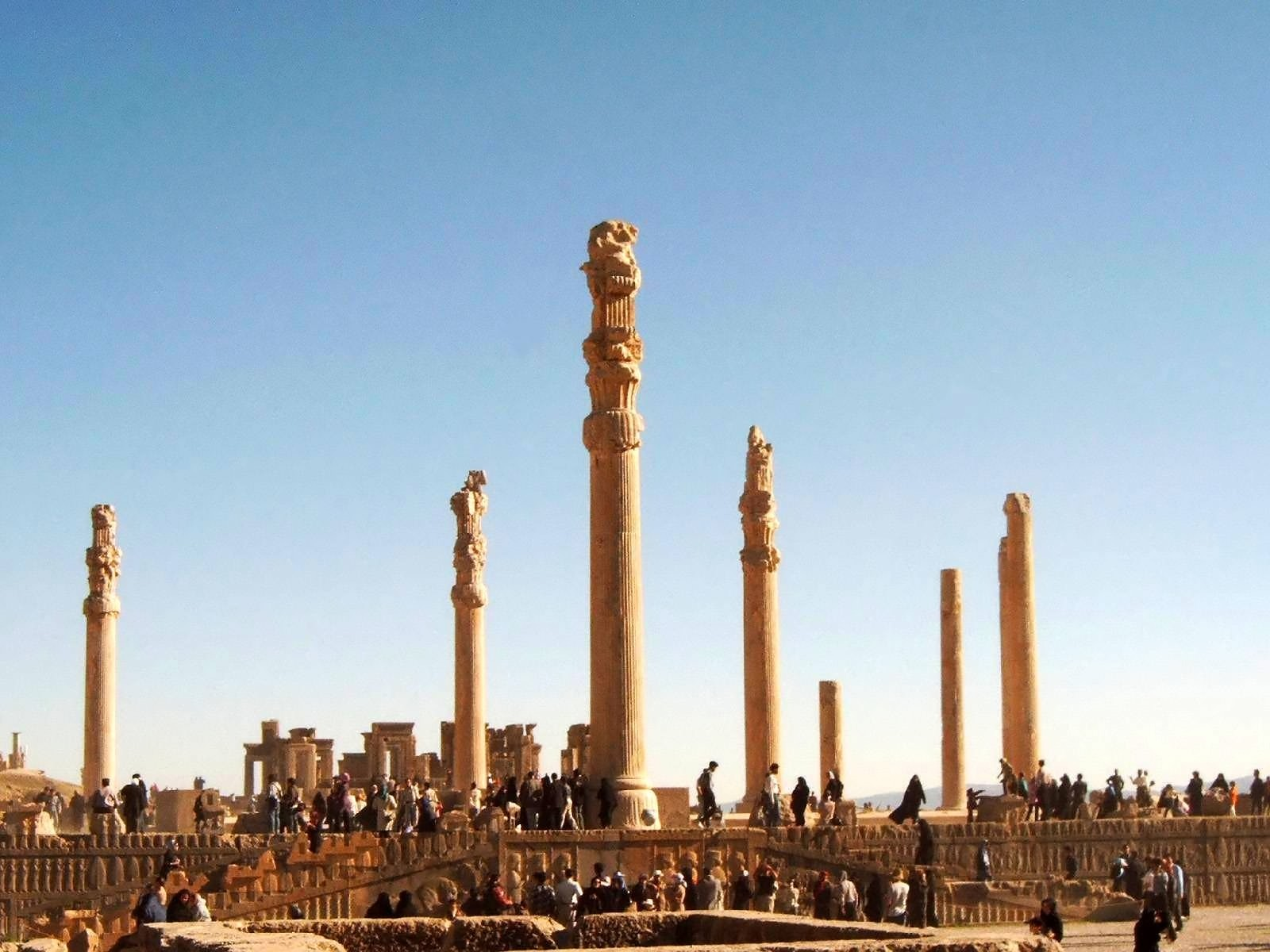
현재의 아파다나 유적

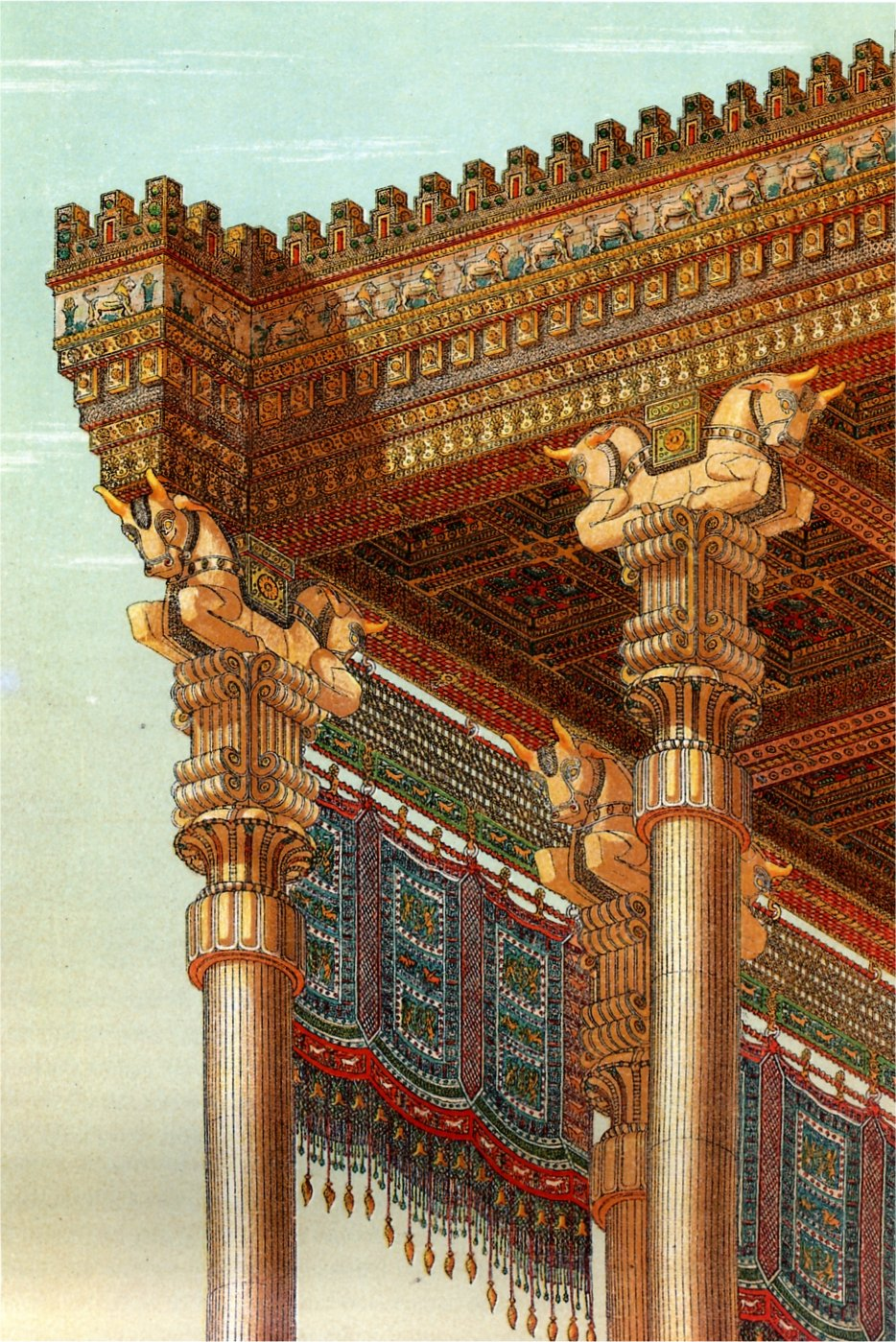
지붕 복원도

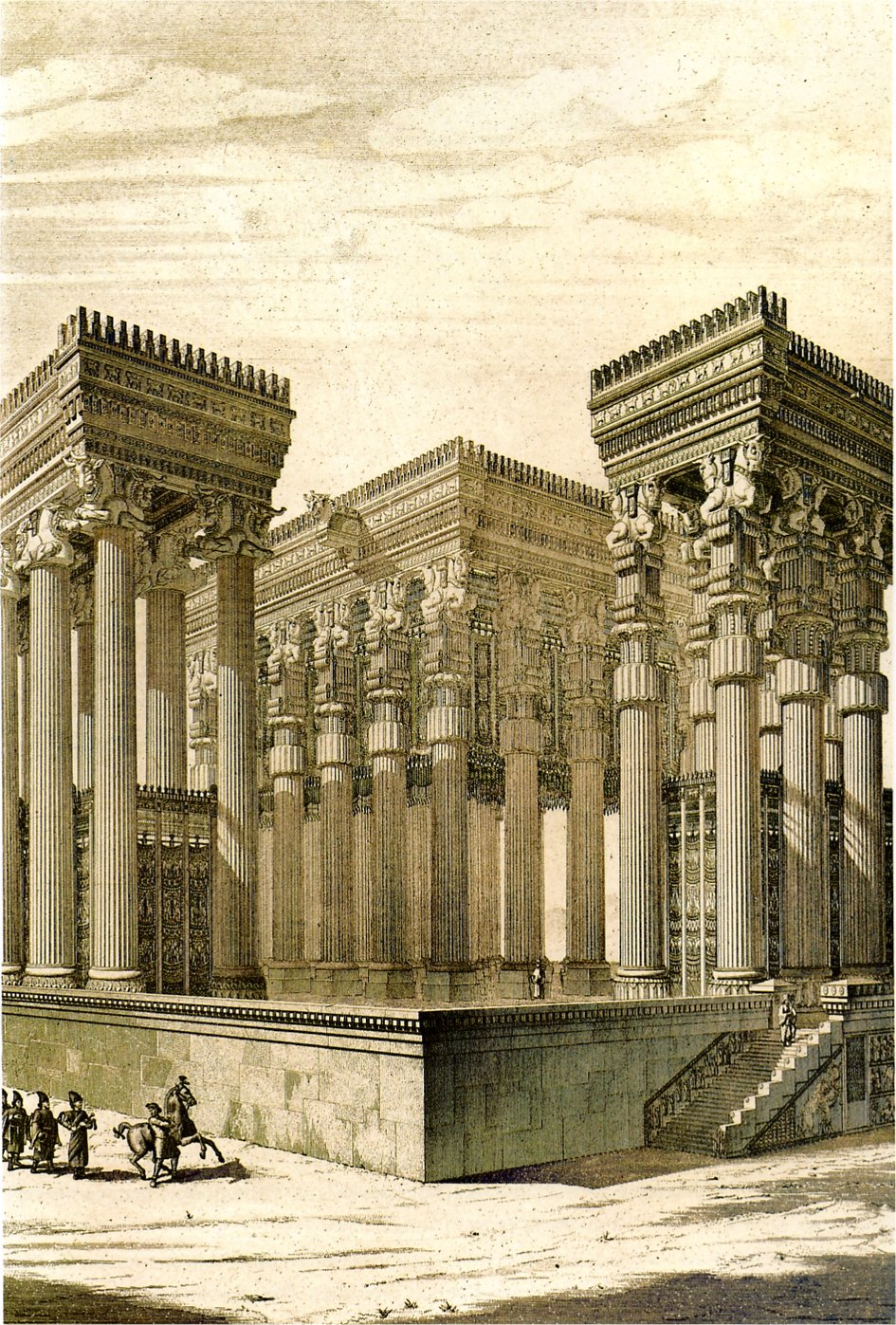
아파다나 복원도

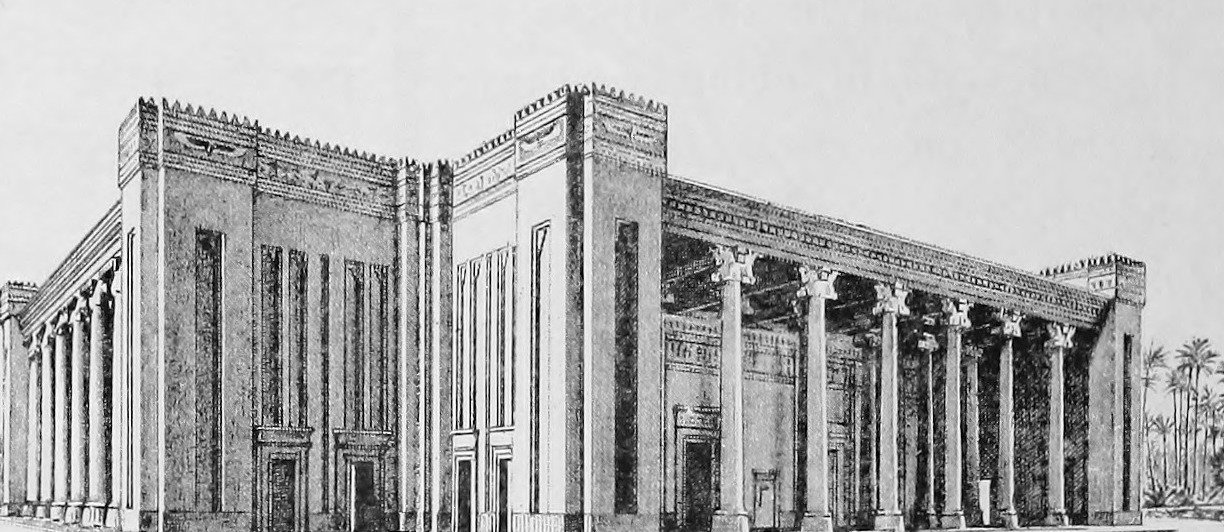
수사의 아파다나 복원도

아파다나(고대 페르시아어: 𐎠𐎱𐎭𐎠𐎴)는 고대 페르시아 아케메네스왕조 시대의 건축물이다. 원래 건축 양식을 가르키는 명칭이었으나 수사와 페르세폴리스에 건설된 건물이 가장 유명하다. 수사의 아파다나는 다리우스 1세가 건설했다. 페르세폴리스의 아파다나도 다리우스 1세가 착공하였으나 완공은 크세르크세스 1세가 하였다. 현재는 이란에 있다.

## 용도

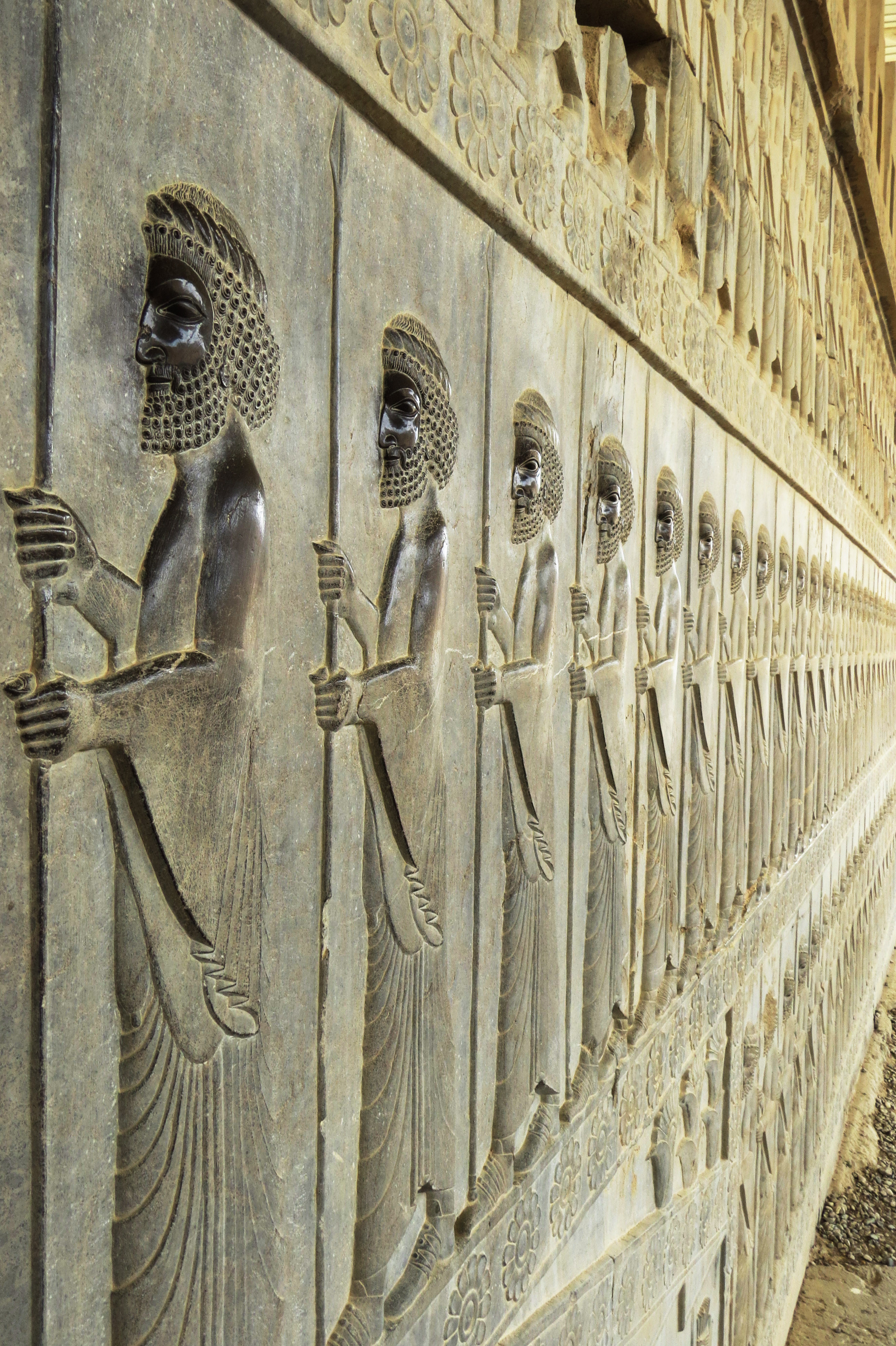
페르세폴리스의 아파다나 동쪽벽의 부조

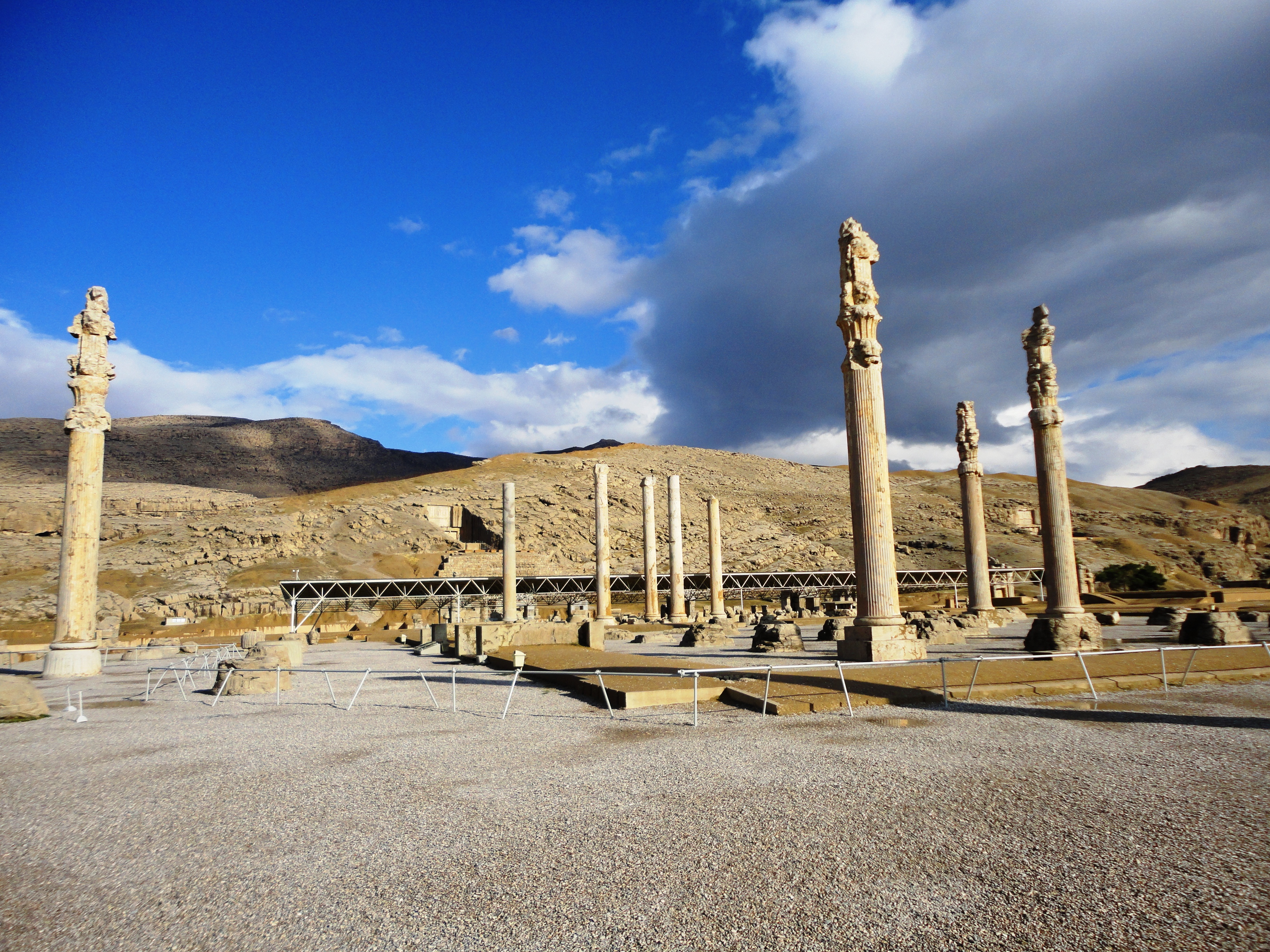
페르세폴리스의 아파다나 유적

페르세폴리스의 아파다나는 1931년에서 1939년 사이에 독일의 고고학자 에른스트 헤르츠펠트가 발굴하였다. 그의 발굴 자료는 현재 워싱턴 DC에 있는 프리어 미술관 기록보관소에 있다.
페르시아 왕들의 홀이었을 것으로 추정중이다. 이곳에서 황제는 아케메네드 제국에 속한 나라들로부터 공물을 받고 그들의 노고를 치하했다.

## 구조

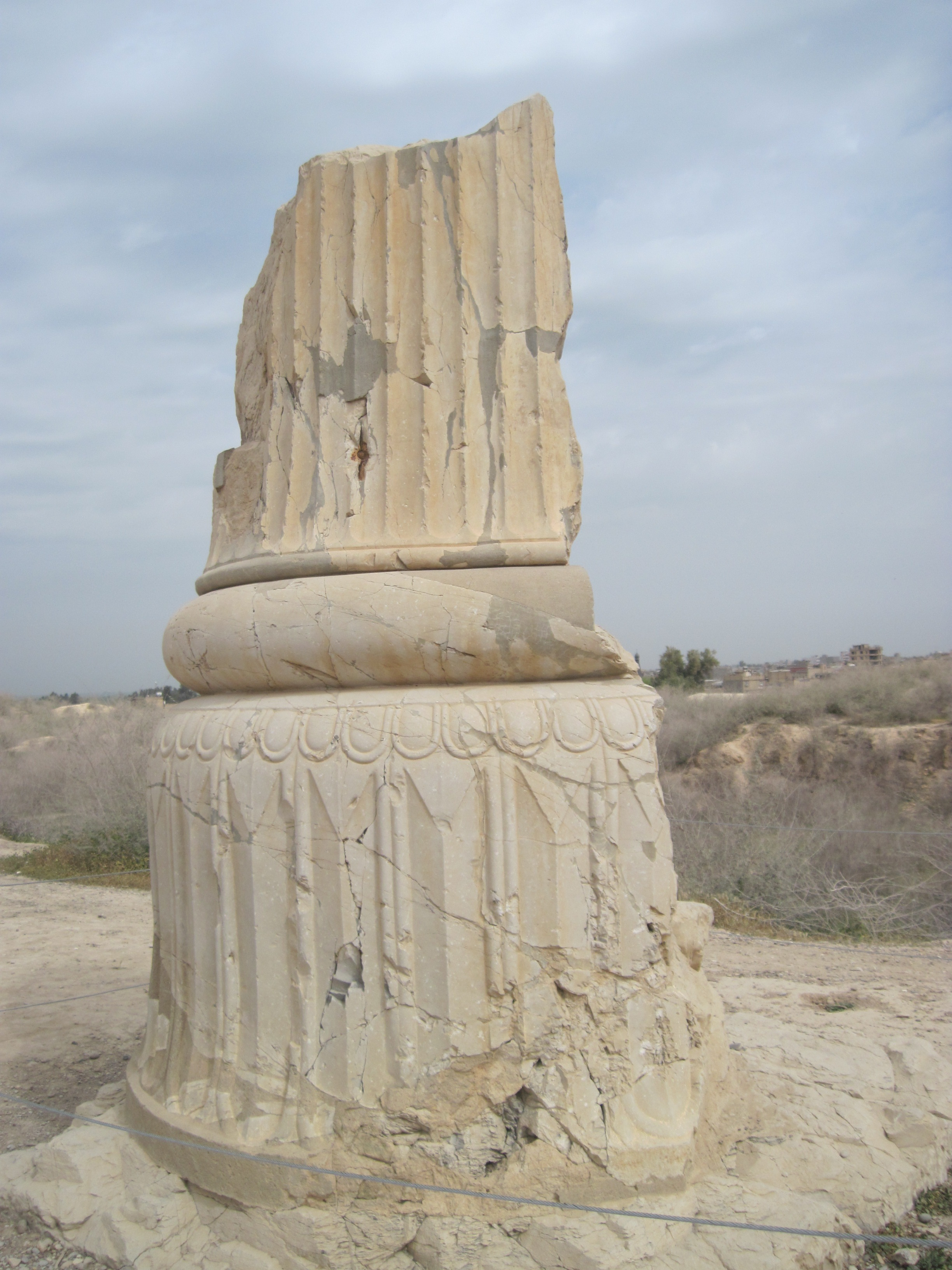
수사의 아파다나 기둥

페르세폴리스에서 가장 거대한 건축물이었던 아파다나는 평방미터가 1000m2에 이른다. 높이 24미터의 기둥 72개가 천장을 받치고 있었다.
페르세폴리스에서 가장 거대한 건축물 이었던 아파다나는 하이포스타일로 지어졌다. 고대 그리스어로 기둥 아래를 의미하는 ὑπόστυλος hypóstȳlos에서 유래한 이 건축 양식은 벽이 없고 기둥으로 평평한 지붕을 받치는 형태이다. 평방미터가 1000m2에 이르며 기둥 사이에 천을 설치해 공간을 구분하였다. 72개나 되는 이 기둥들은 높이가 20~24m에 이르렀고 황소 나 사자 모양의 복잡한 형태로 조각되어 있었다. 중앙 홀은 북쪽과 동쪽의 계단을 통해서 들어갈수 있다. 계단은 아케메네스 제국에 속한 23개 국가의 대표들이 중앙에 앉은 다리우스 1세 에게 경의를 표하는 부조가 새겨져 있다.
찬란한 건축물 이었던 아파다나는 기원전 4세기 알렉산드로스 대왕이 페르세폴리스를 점령할 때 파괴되었으며 기둥들은 인근 주민들이 건축자재로 사용했다. 수사의 아파다나도 도시가 몰락할 때 같이 무너졌으며 대부분 버려지거나 건축자재로 사용되었다.

## 영향
아파다나의 건축 양식은 이후 우마이야 왕조의 건축에 영향을 주었다. 페르시아와 이라크에 건설된 초기 모스크도 아파다나의 구조를 모방하여 지어졌다.